# Hans-Joachim Behrendt (Illustrator)
Hans-Joachim Behrendt (* 3. Januar 1937 in Magdeburg) ist ein deutscher Holzstecher und Kinderbuch-Illustrator.

## Leben und Werk
Nach dem Abitur 1954 und einer Beschäftigung als Hilfsbeleuchter am Theater Magdeburg studierte Behrendt von 1955 bis 1960 Graphik an der Kunsthochschule Berlin-Weißensee. Er belegte dort u. a. Seminare von Werner Klemke, Arno Mohr, Paul Rosié und Klaus Wittkugel. Klemke gab ihm den Anstoß, Illustrator zu werden. Nach dem Studium lebte und arbeitete er als freier Künstler in und um Berlin. Er war bis 1990 Mitglied des Verbands Bildender Künstler der DDR. Seit 1995 wohnt er in Zingst.
Behrend ist einer der profiliertesten deutschen Holzstecher. Typisch für ihn ist die aufwändige Arbeit mit zahlreichen feinsten Details. Behrendt schuf neben Illustrationen für Kinderbüchern und wissenschaftlichen Zeichnungen für Schulbücher Gelegenheitsgrafiken, Exlibris und Eignerstempel.
Anlässlich der 50. Bodstedter Zeesbootregatta und der Hafeneinweihung hatte er eine Erinnerungsmedaille entworfen, deren Vorderseite auch als Motiv einer 55-Cent Sonderbriefmarke der Nordbrief Rostock GmbH dient.

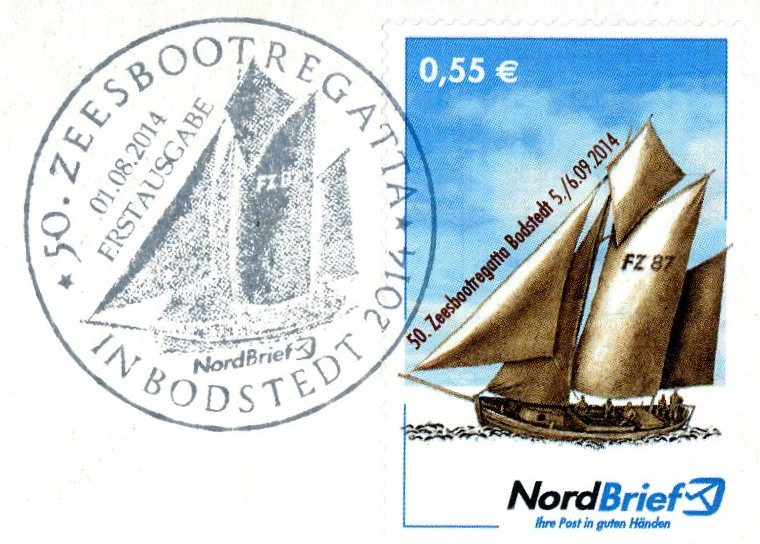
50. Bodstedter Zeesbootregatta

## Werk (Auswahl)

### Illustrationen
- Ira Joswiakowski: Warum der Igel dem Tompoko im Halse steckenblieb. Alfred Holz Verlag, Berlin 1971.
- Helga Meyer: Ein Kater geht an Bord. Verlag Junge Welt, Berlin 1974.
- Hans-Joachim Behrendt: Was da fährt und fliegt. Altberliner Verlag 1975, später Parabel-Verlag, 1992, ISBN 978-3-7898-0955-2.
- Werner W. Wallroth: Tierkinder Guten Tag! Kinderbuchverlag, Berlin 1977.
- Uwe Berger: Das Gespräch der Delphine. Kinderbuchverlag, Berlin 1989, ISBN 978-3-358-00616-0.

### Holzstiche
- Neujahrsgruß. Garten mit Äskulapschlange, 1962
- Neujahrsgruß der Dt. Staatsbibliothek, 1966
- Komponistenporträts. Vier signierte Original-Holzstiche auf vier Klappkarten, 1967
- Marionettenspielende Kinder im Baum, 1978
- Rendezvous, 1991

## Ausstellungen (unvollständig)

### Teilnahme an zentralen und wichtigen regionalen Ausstellungen in der DDR
- 1972/1973, 1977/1978 und 1987/1988: Dresden, VII., VIII. und X. Kunstausstellung der DDR
- 1975: Berlin, Ausstellungsräume am Fernsehturm („Die Frau und die Gesellschaft“)
- 1978, 1982 und 1986: Berlin, Bezirkskunstausstellungen/Gebrauchsgrafik
- 1979: Berlin, Ausstellungszentrum am Fernsehturm („Buchillustrationen in der DDR. 1949 – 1979“)

### Einzelausstellungen
seit der deutschen Wiedervereinigung
- 2017 Frankfurt, Büchergilde Buchhandlung & Galerie (Fünf bedeutende Klemke-Schüler)[5]
- 2017 Berlin, Graphikdesignstudio Tra-Dung[6]